# Up the Bracket
| Совокупная оценка    | Совокупная оценка |
| Источник             | Оценка            |
| -------------------- | ----------------- |
| Metacritic           | 78/100            |
| Оценки критиков      |                   |
| Источник             | Оценка            |
| AllMusic             | [ 2 ]             |
| Blender              | [ 3 ]             |
| Entertainment Weekly | A–                |
| The Guardian         | [ 5 ]             |
| Pitchfork Media      | 8.5/10            |
| Q                    | [ 7 ]             |
| Rolling Stone        | [ 8 ]             |
| Spin                 | A                 |
| The Village Voice    | A                 |

Up the Bracket — дебютный студийный альбом британской рок-группы The Libertines, вышедший 14 октября 2002 года на лейбле Virgin EMI Records. Продюсером был Мик Джонс, известный своими работами с группой The Clash.

## Об альбоме
Альбом получил положительные отзывы музыкальных критиков и интернет-изданий, например, таких как AllMusic, Blender, Q, Rolling Stone и других.
Журнал Rolling Stone поместил альбом на позицию № 61 в своём списке «100 Величайших дебютных альбомов всех времён» (100 Greatest Debut Albums of All Time) и на № 94 в списке «100 Величайших альбомов 2000-х годов» (100 Greatest Albums of the 2000s). Журнал Pitchfork Media поместил Up the Bracket на № 138 в своём списке 200 лучших альбомов 2000-х годов, а журнал Uncut присвоил альбому № 44 в своём сходном списке. Журнал NME включил альбом под № 10 в список величайших Британских альбомов всех времён, а также назвал вторым величайшим альбомом десятилетия.

## Список композиций
Авторы всех треков Пит Доэрти и Карл Барат.
1. «Vertigo» — 2:37
2. «Death on the Stairs» — 3:24
3. «Horrorshow» — 2:34
4. «Time for Heroes» — 2:40
5. «Boys in the Band» — 3:42
6. «Radio America» — 3:44
7. «Up the Bracket» — 2:40
8. «Tell the King» — 3:22
9. «The Boy Looked at Johnny» — 2:38
10. «Begging» — 3:20
11. «The Good Old Days» — 2:59
12. «I Get Along» — 2:51

Бонусные треки
| №   | Название                           | Длительность |
| --- | ---------------------------------- | ------------ |
| 13. | «What a Waster» (non-album single) | 3:58         |
| 14. | «Mocking Bird» (hidden track)      | 3:17         |

| №   | Название                                    | Длительность |
| --- | ------------------------------------------- | ------------ |
| 13. | «What a Waster» (non-album single)          | 2:58         |
| 14. | «Mayday» (b-side to "What a Waster" single) | 1:02         |

| №   | Название                           | Длительность |
| --- | ---------------------------------- | ------------ |
| 13. | «What a Waster» (non-album single) | 2:58         |

| №  | Название                        | Длительность |
| -- | ------------------------------- | ------------ |
| 1. | «Up The Bracket» (music video)  | 2:55         |
| 2. | «Time for Heroes» (music video) | 2:56         |
| 3. | «I Get Along» (music video)     | 2:50         |

## Позиции в чартах
| Чарт (2002—2003)                       | Высшая позиция |
| -------------------------------------- | -------------- |
| Франция (SNEP)                         | 120            |
| Япония (Oricon)                        | 49             |
| Швеция (Sverigetopplistan)             | 59             |
| Великобритания (UK Albums Chart)       | 35             |
| США (Billboard Top Heatseekers Albums) | 13             |